# Guest star
Guest star (AFI: [ɡɛsːtɑː(ɹ)]), in italiano detto anche partecipazione straordinaria oppure ospite d'onore, è un anglicismo usato nella terminologia cinematografica e televisiva per indicare la partecipazione di una celebrità ad un film o programma televisivo, nel ruolo di un personaggio di secondaria importanza. Il termine è molto usato nel mondo delle rappresentazioni televisive, mentre in campo cinematografico viene più adoperato il termine cameo.
Negli sceneggiati televisivi di produzione italiana tale termine non viene utilizzato, ma la presenza di ospiti d'onore è segnalata nei crediti dalla frase «con la partecipazione straordinaria di...». Anche negli altri paesi non anglosassoni, nonostante il termine sia molto diffuso grazie alla distribuzione di serie televisive statunitensi e britanniche, per indicare la partecipazione di celebrità nelle produzioni locali si preferisce usare una terminologia appartenente alla propria madrelingua. In Francia, ad esempio, viene utilizzato «vedette invitée» o «avec la participation de...»; in Spagna «estrella invitada»; in Germania «Gastschauspieler».
Il termine ospite d'onore non si riferisce solo ad attori noti, ma viene utilizzato anche per indicare la partecipazione in un film o programma televisivo di celebrità appartenenti al mondo della moda, dello sport, ecc.

## Televisione
Il campo televisivo è quello in cui ospite d'onore viene utilizzato maggiormente. Nelle serie televisive gli ospiti d'onore si caratterizzano per apparire in uno o pochi episodi, anche se possono avere un ruolo importante per la trama generale. Anche se non hanno mai la stessa rilevanza dei personaggi principali della serie, non è raro che un attore figuri come ospite d'onore per un'intera stagione. È inoltre possibile che un ospite d'onore appaia in diverse stagioni della stessa serie.
Per molte serie televisive avere un cospicuo numero di ospiti d'onore, spesso molto famosi, in ogni stagione rappresenta una peculiarità della serie stessa. È il caso di Law & Order - Unità vittime speciali o della serie animata I Simpson, considerata una delle serie TV che ha fatto più uso di ospiti d'onore nella storia della televisione statunitense, anche grazie alla sua longevità.
Diversi sono i premi televisivi assegnati ai migliori ospiti d'onore televisivi. I più ambiti sono gli Emmy Awards, che ogni anno riconoscono il miglior attore e la miglior attrice apparsi come ospiti d'onore nelle serie tv drammatiche e il miglior attore e la miglior attrice apparsi come ospiti d'onore nelle serie tv commedie.

## Altri media
Il termine ospite d'onore, oltre a cinema e televisione, può anche far riferimento ad altri media. Nel mondo della musica può indicare la partecipazione di un artista all'esecuzione di un brano eseguito da altri; nel mondo dell'editoria può essere utilizzato per un episodio di una collana di libri o fumetti in cui partecipano personaggi di altre collane; nei videogiochi può indicare la presenza di personaggi di altri giochi differenti non collegati.